# Bad Omens/Diskografie
Diese Diskografie ist eine Übersicht über die musikalischen Werke der US-amerikanischen Metalcore-Band Bad Omens. Den Schallplattenauszeichnungen zufolge hat sie bisher mehr als 2,7 Millionen Tonträger verkauft. Ihre erfolgreichste Veröffentlichung ist die Single Just Pretend mit mehr als 1,2 Millionen verkauften Einheiten.

## Alben

### Studioalben
| Jahr | Titel Musiklabel                                 | Höchstplatzierung, Gesamtwochen, AuszeichnungChartplatzierungen (Jahr, Titel, Musiklabel, Platzierungen, Wochen, Auszeichnungen, Anmerkungen) | Höchstplatzierung, Gesamtwochen, AuszeichnungChartplatzierungen (Jahr, Titel, Musiklabel, Platzierungen, Wochen, Auszeichnungen, Anmerkungen) | Anmerkungen                                                |
| Jahr | Titel Musiklabel                                 | UK | Rock | Anmerkungen                                                |
| ---- | ------------------------------------------------ | --- | --- | ---------------------------------------------------------- |
| 2016 | Bad Omens Sumerian Records                       | — | Rock43 (1 Wo.)Rock | Erstveröffentlichung: 19. August 2016                      |
| 2019 | Finding God Before God Finds Me Sumerian Records | — | — | Erstveröffentlichung: 2. August 2019                       |
| 2022 | The Death of Peace of Mind Sumerian Records      | UK— SilberUK | Rock44 Gold · (1 Wo.)Rock | Erstveröffentlichung: 25. Februar 2022 Verkäufe: + 560.000 |
| 2024 | Concrete Jungle (The OST) Sumerian Records       | — | — | Erstveröffentlichung: 31. Mai 2024                         |

### EPs
| Jahr | Titel Musiklabel                  | Anmerkungen                            |
| ---- | --------------------------------- | -------------------------------------- |
| 2020 | FGBGFM Unplugged Sumerian Records | Erstveröffentlichung: 29. Oktober 2020 |
| 2021 | Live Sumerian Records             | Erstveröffentlichung: 22. Juli 2021    |

## Singles

### Als Leadmusiker
| Jahr | Titel Album                             | Höchstplatzierung, Gesamtwochen, AuszeichnungChartplatzierungen (Jahr, Titel, Album, Platzierungen, Wochen, Auszeichnungen, Anmerkungen) | Höchstplatzierung, Gesamtwochen, AuszeichnungChartplatzierungen (Jahr, Titel, Album, Platzierungen, Wochen, Auszeichnungen, Anmerkungen) | Anmerkungen                                                                         |
| Jahr | Titel Album                             | UK | Rock | Anmerkungen                                                                         |
| ---- | --------------------------------------- | --- | --- | ----------------------------------------------------------------------------------- |
| 2021 | The Death of Peace of Mind              | — | Rock30 Gold · (39 Wo.)Rock | Erstveröffentlichung: 9. November 2021 Verkäufe: + 500.000; Charteinstieg erst 2023 |
| 2022 | Just Pretend The Death of Peace of Mind | UK— SilberUK | Rock11 Platin · (45 Wo.)Rock | Erstveröffentlichung: 23. August 2022 Verkäufe: + 1.200.000                         |
| 2024 | V.A.N Concrete Jungle (The OST)         | — | Rock39 (1 Wo.)Rock | Erstveröffentlichung: 25. Januar 2024 feat. Poppy                                   |
| 2025 | Specter –                               | — | Rock16 (… Wo.)Rock | Erstveröffentlichung: 9. August 2025                                                |

Weitere Singles
| Jahr | Titel Album                                                           | Anmerkungen                                                                           |
| ---- | --------------------------------------------------------------------- | ------------------------------------------------------------------------------------- |
| 2016 | Glass Houses Bad Omens                                                | Erstveröffentlichung: 29. Januar 2016                                                 |
| 2016 | Exit Wounds Bad Omens                                                 | Erstveröffentlichung: 5. Februar 2016                                                 |
| 2016 | The Worst in Me Bad Omens                                             | Erstveröffentlichung: 15. Juni 2016                                                   |
| 2016 | The Fountain Bad Omens                                                | Erstveröffentlichung: 15. Juli 2016                                                   |
| 2018 | Careful What You Wish For Finding God Before God Finds Me             | Erstveröffentlichung: 10. September 2018                                              |
| 2018 | The Hell I Overcame Finding God Before God Finds Me                   | Erstveröffentlichung: 23. November 2018                                               |
| 2019 | Burning Out Finding God Before God Finds Me                           | Erstveröffentlichung: 18. Juni 2019                                                   |
| 2019 | Said & Done Finding God Before God Finds Me                           | Erstveröffentlichung: 9. Juli 2019                                                    |
| 2019 | Never Know Finding God Before God Finds Me                            | Erstveröffentlichung: 17. Dezember 2019                                               |
| 2020 | Limits Finding God Before God Finds Me                                | Erstveröffentlichung: 17. Januar 2020                                                 |
| 2021 | What Do You Want from Me? The Death of Peace of Mind                  | Erstveröffentlichung: 10. Dezember 2021                                               |
| 2021 | Artificial Suicide The Death of Peace of Mind                         | Erstveröffentlichung: 10. Dezember 2021                                               |
| 2022 | Like a Villain The Death of Peace of Mind                             | Erstveröffentlichung: 19. Januar 2022 · US: Gold; Verkäufe: + 500.000                 |
| 2022 | The Grey The Death of Peace of Mind                                   | Erstveröffentlichung: 15. Februar 2022                                                |
| 2022 | Nowhere to Go The Death of Peace of Mind                              | Erstveröffentlichung: 25. Februar 2022                                                |
| 2024 | The Drain Concrete Jungle (The OST)                                   | Erstveröffentlichung: 17. April 2024 Bad Omens feat. Health, Swarm                    |
| 2024 | The Death of Peace of Mind (So Wylie Patch) Concrete Jungle (The OST) | Erstveröffentlichung: 17. April 2024 Bad Omens feat. So Wylie                         |
| 2025 | Dust in the Wind Queen of the Ring (OST)                              | Erstveröffentlichung: 26. Februar 2025 Bad Omens feat. Corey Taylor; Original: Kansas |

### Als Gastmusiker
| Jahr | Titel Album          | Anmerkungen                                                           |
| ---- | -------------------- | --------------------------------------------------------------------- |
| 2020 | Suffocate –          | Erstveröffentlichung: 26. Februar 2020 Kayzo feat. Bad Omens          |
| 2023 | One of Us Hard Reset | Erstveröffentlichung: 25. August 2023 The Word Alive feat. Bad Omens  |
| 2024 | Novocaine For Keeps  | Erstveröffentlichung: 5. März 2024 Too Close to Touch feat. Bad Omens |

## Musikvideos
| Jahr | Titel                      | Regie                           |
| ---- | -------------------------- | ------------------------------- |
| 2015 | Glass Houses               | Orie McGinness                  |
| 2016 | Exit Wounds                | Orie McGinness                  |
| 2016 | The Worst in Me            | Orie McGinness                  |
| 2016 | The Fountain               | Orie McGinness                  |
| 2018 | Careful What You Wish For  | Orie McGinness                  |
| 2018 | The Hell I Overcame        | Orie McGinness                  |
| 2019 | Burning Out                | Orie McGinness                  |
| 2019 | Dethrone                   | Orie McGinness & Noah Sebastian |
| 2021 | The Death of Peace of Mind | Orie McGinness                  |
| 2022 | Artificial Suicide         | Orie McGinness                  |
| 2022 | Like a Villain             | Orie McGinness                  |
| 2022 | Nowhere to Go              | Orie McGinness                  |
| 2022 | Concrete Jungle            | Orie McGinness                  |
| 2023 | Just Pretend               | Erik Rojas                      |
| 2024 | V.A.N (feat. Poppy)        | Garrett Nicholson & Poppy       |
| 2025 | Specter                    | Noah Sebastian & Nico           |

## Statistik

### Chartauswertung
|                     | Rock      |
| ------------------- | --------- |
| Nummer-eins-Alben   | Rock—Rock |
| Top-10-Alben        | Rock—Rock |
| Alben in den Charts | Rock2Rock |

|                       | Rock      |
| --------------------- | --------- |
| Nummer-eins-Singles   | Rock—Rock |
| Top-10-Singles        | Rock—Rock |
| Singles in den Charts | Rock4Rock |

### Auszeichnungen für Musikverkäufe
Anmerkung: Auszeichnungen in Ländern aus den Charttabellen bzw. Chartboxen sind in ebendiesen zu finden.
| Land/RegionAuszeichnungen für Musikverkäufe (Land/Region, Auszeichnungen, Verkäufe, Quellen) | Silber     | Gold     | Platin  | Verkäufe  | Quellen   |
| -------------------------------------------------------------------------------------------- | ---------- | -------- | ------- | --------- | --------- |
| Vereinigte Staaten (RIAA)                                                                    | —          | 3× Gold3 | Platin1 | 2.500.000 | riaa.com  |
| Vereinigtes Königreich (BPI)                                                                 | 2× Silber2 | —        | —       | 260.000   | bpi.co.uk |
| Insgesamt                                                                                    | 2× Silber2 | 3× Gold3 | Platin1 |           |           |